# عبد الله الحاتم
عبد الله خالد الحاتم (1916 - 4 فبراير 1995)  أديب كويتي ومؤرخ وجامع للشعر النبطي وناشر له. كان صاحب امتياز ورئيس تحرير مجلة الفكاهة الكويتية التي توقفت عن الصدور في نوفمبر 1958، وكان أحد المساهمين في تأسيس رابطة الأدباء الكويتيين في عام 1966 وعين أمينا عاما لها، وكان في السنة نفسها رئيسا لتحرير مجلة البيان.

## النشأة
ولد في حي جبلة في مدينة الكويت عام 1916 وكان أبوه خالد تاجرا وعارفا مكانة العلم فأرسل ابنه عبد الله إلى مدينة الزبير ليتعلم اللغة العربية والفقه وأصوله فدرس عند الشيخ محمد الشنقيطي ثم التحق في المدرسة المباركية عام 1925، وأولع بالأدب في عام 1932 وسافر إلى المملكة العربية السعودية وأصبح إماما وخطيبا في أحد مساجد حفر الباطن.
رجع إلى الكويت وقام بإنشاء مكتبة لبيع الكتب وهذه المكتبة زاد من حصيلته العلمية ولما كانت الكويت في ذلك الوقت تعاني من زياده الأسعار فقرر بيعها والاتجاه نحو التجارة ولكن لم يلبث فيها حتى رجع إلى الأدب والكتب.

## مؤلفاته
له عدة مؤلفات:
- مجلة - الفكاهة - 1950 وهي مجلة شهرية واستمرت حتى نهاية 1958 م.
- خيار ما يلتقط من شعر النبط - جزآن. ط1/ 1952 م - ط2/1968 م – ط3/1981 م
- من هنا بدأت الكويت ط1/1962 م - ط2/ 1980 - ط3/2004 م
- كنت أول طبيبة في الكويت - (ترجمة) ط1/1968 م - ط2/1982 م
- ديوان الشاعر عبد الله بن حمود بن سبيل ط1/1984 م
- ديوان الشاعر محمد بن عبد الله القاضي ط1/1984 م
- عيون من الشعر النبطي.